# Idiomatismo
Los idiomatismos o idioms son los rasgos lingüísticos peculiares y característicos de una lengua. Hay dos tipos de idiomatismos: el giro idiomático, para los idiomatismos sintácticos, y la frase idiomática, que define a las frases completas.
Frase idiomática.
En lexicología, es una unidad compleja, cuyo significado no es transparente, es decir, que no es deducible del significado de los elementos que la componen.
Se trata entonces de una expresión cuyo significado no corresponde, necesariamente con los significados literales de sus componentes.
Ejemplo: En el español mexicano, la frase "Abuelita de Batman" es idiomática para reafirmar que un hecho se efectuará a pesar de cualquier tipo de condiciones, así como también para confirmar alguna afirmación expresada previamente por el interlocutor.